# Ján Kozák junior
Ján Kozák (* 22. April 1980 in Košice) ist ein ehemaliger slowakischer Fußballspieler.

## Vereinskarriere
Ján Kozák mladší begann mit dem Fußballspielen bei Lokomotíva Košice, 1996 wechselte er zum 1. FC Košice, für den er im Jahr 1997 in der Corgoň liga debütierte. In der Spielzeit 1999/2000 war der Mittelfeldspieler an den damaligen belgischen Erstligisten KSC Lokeren ausgeliehen. Im Sommer 2000 ging der Slowake in die tschechische Gambrinus Liga und schloss sich Slavia Prag an. Für Slavia absolvierte Kozák 13 Spiele in zwei Jahren, anschließend kehrte er für eine Saison auf Leihbasis zum 1. FC Košice zurück.
Mitte 2003 unterschrieb er einen Vertrag beim FC Petržalka 1898, mit dem er 2005 den slowakischen Meistertitel feiern konnte. In der Saison 2005/06 gelang Artmedia der Einzug in die Gruppenphase der UEFA Champions League, in der Kozák zwei Treffer gelangen, beide Male zum 2:2-Ausgleich gegen den FC Porto respektive die Glasgow Rangers. Im Januar 2006 wurde der Slowake an West Bromwich Albion ausgeliehen und kam zu sechs Einsätzen in der englischen Premier League.
Zur Saison 2006/07 kehrte er nach Bratislava zurück und führte Artmedia in der Saison 2007/08 als Mannschaftskapitän zum Double aus Meisterschaft und Pokal. Im Januar 2009 verließ er Artmedia und schloss sich dem Stadtrivalen ŠK Slovan Bratislava an, mit dem er im Mai 2009 den Titel des Landesmeisters gewann.
2010 spielte er kurzzeitig beim FC Politehnica Timișoara, 2011 bei AE Larisa und 2012 bei Bunyodkor Taschkent. In der Winterpause 2013/14 schloss er sich dem oberösterreichischen Amateurklub Union Perg an und kam für diesen Ende März bzw. Anfang April in zwei Spielen in der fünftklassigen Landesliga Ost zum Einsatz. Im Sommer 2014 wechselte er in die ebenfalls fünftklassige 2. Landesliga Ost nach Niederösterreich und absolvierte hier eine Reihe von Freundschaftsspielen sowie zwei Spiele im Niederösterreichischen Fußballcup und vier Spiele in der Liga.

## Nationalmannschaft
Kozák kam zwischen 2005 und 2010 regelmäßig in der Slowakischen Nationalmannschaft zum Einsatz. Sein letztes Spiel war das Spiel bei der WM 2010 gegen Paraguay am 20. Juni 2010.

## Familie
Er ist der Sohn des einstigen tschechoslowakischen Nationalspielers und späteren slowakischen Fußballtrainers Ján Kozák senior (* 1954).
Sein Cousin Filip Lesniak (* 1996) ist ebenfalls Profifußballspieler.
Sein Sohn Yannick Kozák (* 2004) entstammt der Nachwuchsabteilung von Slovan Bratislava und ist aktuell (Stand: Mai 2025) im Amateurfußball aktiv. 